# Eucalyptus plenissima
Eucalyptus plenissima là một loài thực vật có hoa trong Họ Đào kim nương. Loài này được (C.A.Gardner) Brooker mô tả khoa học đầu tiên năm 1976.